# Мравоједи
Мравоједи (Vermilingua) су сисари који су познати по томе што се хране мравима и термитима. Заједно са лењивцима чине ред Pilosa. Савремене врсте су: џиновски мравојед (Myrmecophaga tridactyla), свилени мравојед (Cyclopes didactylus), јужни тамандуа (Tamandua tetradactyla) и северни тамандуа (Tamandua mexicana).

## Физичке карактеристике
Сви мравоједи имају издужене њушке опремљене танким језиком који се може продужити до дужине веће од дужине главе. Њихова уста у облику цеви имају усне, али немају зубе. Мравоједи користе своје дуге и закривљене канџе да отворе склоништа мрава и термита. Имају густо крзно које их штити од напада инсеката.

## Понашање
Мравоједи су усамљени сисари који бране своју територију. Мужјаци не улазе на територију других мужјака, али често улазе на територије женки.
Имају слабо чуло вида, одличан њух и добар слух.
Температура тела мравоједа креће се од 33 °C до 36 °C. Она је нижа док се одмарају, а виша када су у потрази за храном. Њихов дневни унос хране у организам је незнатно већи од њихове енергетске потребе за обављање свакодневних активности.

## Исхрана
Мравоједи се хране мравима, термитима, a понекад и пауковима. Да би избегли уједе, жаоке и друге одбрамбене механизме, мравоједи имају тактику да што брже покупе језиком мраве и термите. Мравоједу је обично потребно око минут за један мравињак. Џиновском мравоједу је, да би задовољио своје потребе за калоријама, потребно да посети око 200 мравињака и поједе на хиљаде инсеката.
Језик мравоједа је прекривен хиљадама сићушних кукица које се користе да би држале инсекте у устима заједно са пљувачком. Њихов стомак јаким контракцијама меље инсекте.

## Еволуција
Мравоједи су једна од три преживеле породице сисара из Јужне Америке, друге две породице су оклопници и лењивци.